# Кубилья, Луис
Луис Альберто Кубилья Альмейда (исп. Luis Alberto Cubilla Almeida; 28 марта 1940, Пайсанду — 3 марта 2013, Асунсьон) — уругвайский футболист, атакующий полузащитник, нападающий. Участник трёх чемпионатов мира. Включён ММФИИС в список лучших игроков Южной Америки XX века на 11-м месте. Позднее долгие годы работал тренером на высоком уровне.

## Биография

### Карьера игрока
Кубилья — лидер сборной Уругвая 1960-х годов. Он начал свой путь в команде родного города Пайсанду — «Колон». В 1958 году Эль Негро (прозвище Кубильи) сделал резкий скачок в своей карьере — перешёл в «Пеньяроль», сразу став столпом команды. С «Пеньяролем» Кубилья выиграл четыре национальных чемпионата, два Кубка Либертадорес и Межконтинентальный кубок. Его достижения помогли ему попасть на чемпионат мира 1962 года в Чили, где он сыграл два матча и забил один гол (в первой игре с Колумбией).
После мирового первенства Кубилья попробовал свои силы в «Барселоне», где за два сезона выиграл Кубок Испании. В 1964 году он перешёл в аргентинский «Ривер Плейт», а после «Ривера» возвратился на родину в другой уругвайский гранд — «Насьональ», с которым выиграл чемпионат.
В 1970 году он был призван под знамёна сборной Хуаном Хобергом на мировой чемпионат в Мексику. Там Уругвай дошёл до полуфинала, а Кубилья играл во всех пяти матчах, забив один мяч. В последующие годы Кубилья вместе с «Насьоналем» выиграл ещё три титула: чемпионат Уругвая, Кубок Либертадорес и Межконтинентальный кубок. В 1974 году Кубилья отправился на Мундиаль в ФРГ, но ожидания уругвайцев не оправдались, они вылетели ещё на групповой стадии, а Кубилья оба раза уходил без голов. После мирового форума «Эль Негро» решил завершить свою международную карьеру.
Он уехал в Чили, в клуб «Сантьяго Морнинг» доигрывать, но уже через год возвратился и завершил выступления в Уругвае, в клубе «Дефенсор», с которым, неожиданно для всех, выиграл ещё один национальный чемпионат. Так Кубилья стал первым футболистом, выигравшим чемпионат Уругвая с тремя разными командами. В конце сезона 1976 года Кубилья повесил бутсы на гвоздь и стал тренером.

### Карьера тренера
Карьера тренера у Кубильи началась в 1979 году в парагвайской «Олимпии», где за два года он завоевал Кубок Либертадорес, Межконтинентальный кубок, Межамериканский кубок и чемпионат Парагвая. После не слишком удачных действий в «Ньюэллс Олд Бойз» Кубилья стал тренером «Пеньяроля», с которым выиграл национальный чемпионат. В 1982 году возвращение в «Олимпию» ознаменовалось победой в чемпионате. В 1983 году Кубилье покорился уже чемпионат Колумбии — с клубом «Атлетико Насьональ». В 1984 году он тренировал «Ривер Плейт», но затем взял паузу в тренерской карьере. В 1988 году Кубилья вновь стал тренером «Олимпии», с которой трижды выиграл чемпионат, Суперкубок Либертадорес, Кубок Либертадорес и Рекопу Южной Америки. В 1990 году его признали тренером года в Южной Америке.
В 1991 году Кубилья возглавил сборную Уругвая для игры на Кубке Америке в Чили, но команда выступила неудачно. В 1993 Уругвай дошёл до четвертьфинала континентального первенства, но проиграл по пенальти колумбийцам.
В 1993 году Кубилья уехал в Аргентину. Уже через год он вернулся в Парагвай и ещё семь лет продолжал руководить «Олимпией», выиграв четыре чемпионата Парагвая и победив в Рекопе в 2003 году. После он работал в Аргентине, Гватемале и Эквадоре.

### Личная жизнь
Старший брат Луиса, Педро Кубилья (1933—2007), также выступал за «Пеньяроль», «Насьональ», аргентинский «Ривер Плейт» и сборную Уругвая (в 1961—1962 годах), в 1991 году возглавлял «селесте» в качестве главного тренера, а также работал в тренерском штабе национальной команды, которой руководил Луис.

## Титулы
Как игрок
- Чемпион Уругвая (9): 1958, 1959, 1960, 1961, 1969, 1970, 1971, 1972, 1976
- Обладатель Кубка генералиссимуса (1): 1962/63
- Обладатель Кубка Либертадорес (3): 1960, 1961, 1971
- Обладатель Межамериканского кубка (1): 1972
- Обладатель Межконтинентального кубка (2): 1961, 1971

Как тренер
- Чемпион Уругвая (1): 1981
- Чемпион Парагвая (8): 1979, 1982, 1988, 1989, 1995, 1997, 1998, 1999
- Обладатель Суперкубка Либертадорес (1): 1990
- Обладатель Кубка Либертадорес (2): 1979, 1990
- Обладатель Рекопы Южной Америки (2): 1990, 2003
- Обладатель Межамериканского кубка (1): 1979
- Обладатель Межконтинентального кубка (1): 1971

Личные
- Лучший бомбардир Кубка Монтевидео: 1970 (6 голов)
- Футбольный тренер года в Южной Америке (1): 1990